# Isis Balancing Storage
Isis Balancing Storage, även benämnd Lake Gregory, är en reservoar i Australien. Den ligger i kommunen Bundaberg och delstaten Queensland, omkring 280 kilometer norr om delstatshuvudstaden Brisbane. Isis Balancing Storage ligger 60 meter över havet.
Runt Isis Balancing Storage är det mycket glesbefolkat, med 3 invånare per kvadratkilometer.. Närmaste större samhälle är Thabeban, omkring 18 kilometer nordost om Isis Balancing Storage.
I omgivningarna runt Isis Balancing Storage växer huvudsakligen savannskog. Genomsnittlig årsnederbörd är 1 178 millimeter. Den regnigaste månaden är mars, med i genomsnitt 261 mm nederbörd, och den torraste är september, med 20 mm nederbörd.